# Dobrovlje, Zreče
Dobrovlje so naselje v Občini Zreče, na pol poti med Slovenskimi Konjicami in Zrečami. 
Ustanovljeno je bilo leta 1994 iz dela ozemlja naselij Dobrava pri Konjicah in Gabrovlje občine Slovenske Konjice, ki so se priključila  občini Zreče.
Medobčinska meja tako sedaj poteka med Dobrovljami (Občina Zreče) in Gabrovljami (Občina Slovenske Konjice). Leta 2015 je imelo naselje 369 prebivalcev.
Pred letom 1921 je bila skozi vas zgrajena ozkotirna železniška proga Poljčane - Slovenske Konjice - Zreče, v sedanjih Gabrovljah je bilo tudi lokalno postajališče. Promet po progi je bil ukinjen leta 1963, tiri pa odstranjeni leta 1970. 